# Adam van Breen
Adam van Breen (Amsterdam, 1585 - Noorwegen, na 1642) was een Nederlands kunstschilder uit de Gouden Eeuw.

## Biografie
Van Breen werd geboren in 1585, zeer waarschijnlijk in Amsterdam, en was gespecialiseerd in winterlandschappen. In 1611 noemde hij zich bij zijn ondertrouw in Amsterdam 'jonkheer van Amsterdam', en trouwde in Den Haag op 13 februari in hetzelfde jaar met Maertje Castel. In 1612 werd hij daar ook lid van de Sint-Lucasgilde, het lidmaatschap duurde tot 1621. Nadat hij in 1624 failliet was gegaan in Amsterdam, vertrok hij naar Oslo maar weer terug naar Amsterdam in 1628. In 1636 vertrok hij weer naar Noorwegen, waar hij onder andere hielp met het decoreren van het Akershus. Hij verbleef in Noorwegen tot aan zijn dood.
Van Breen werd beïnvloed door Hendrick Avercamp en David Vinckboons, hij was mogelijk een leerling van een van hen.

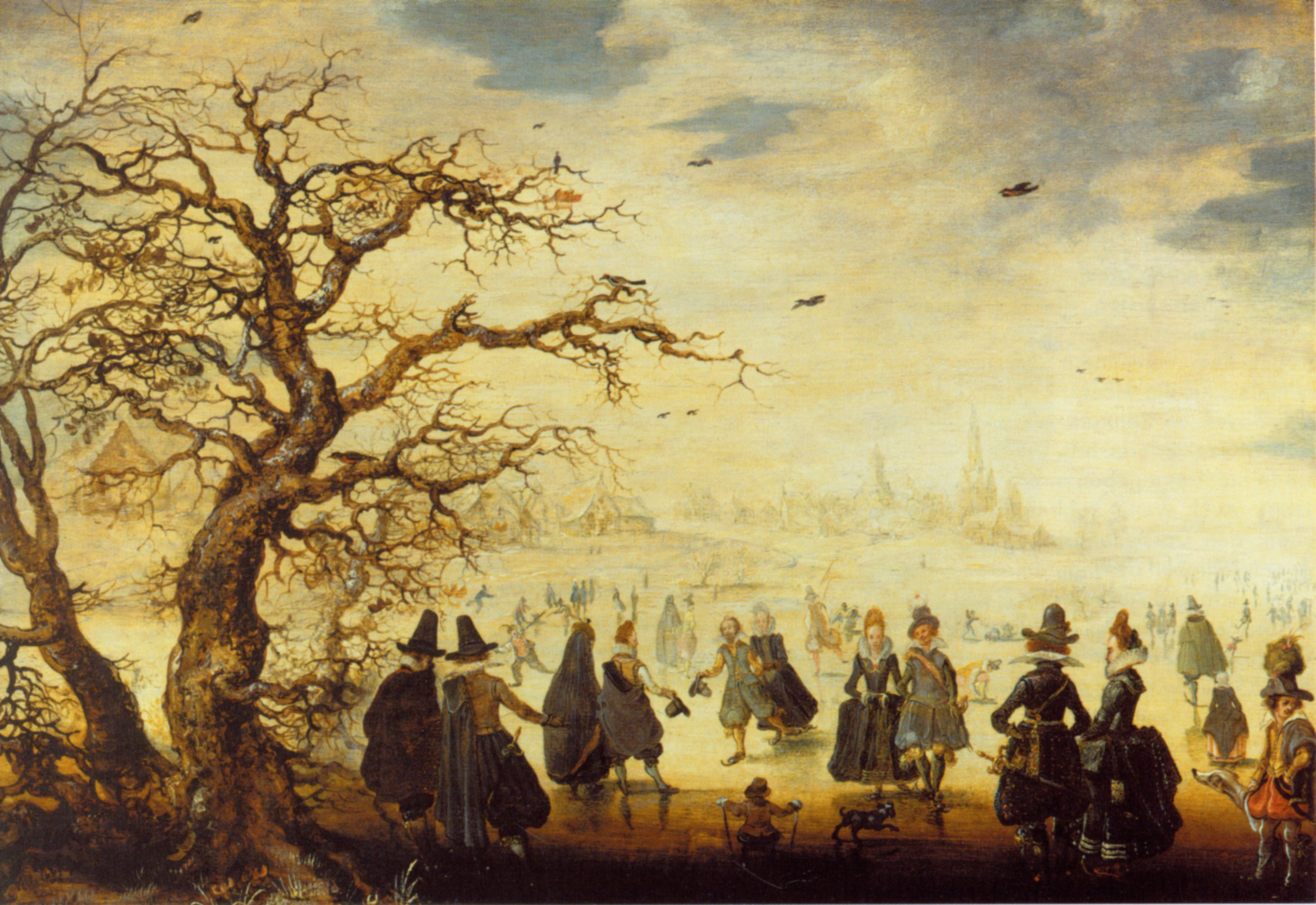
Wintertafereel in de Gemäldegalerie.
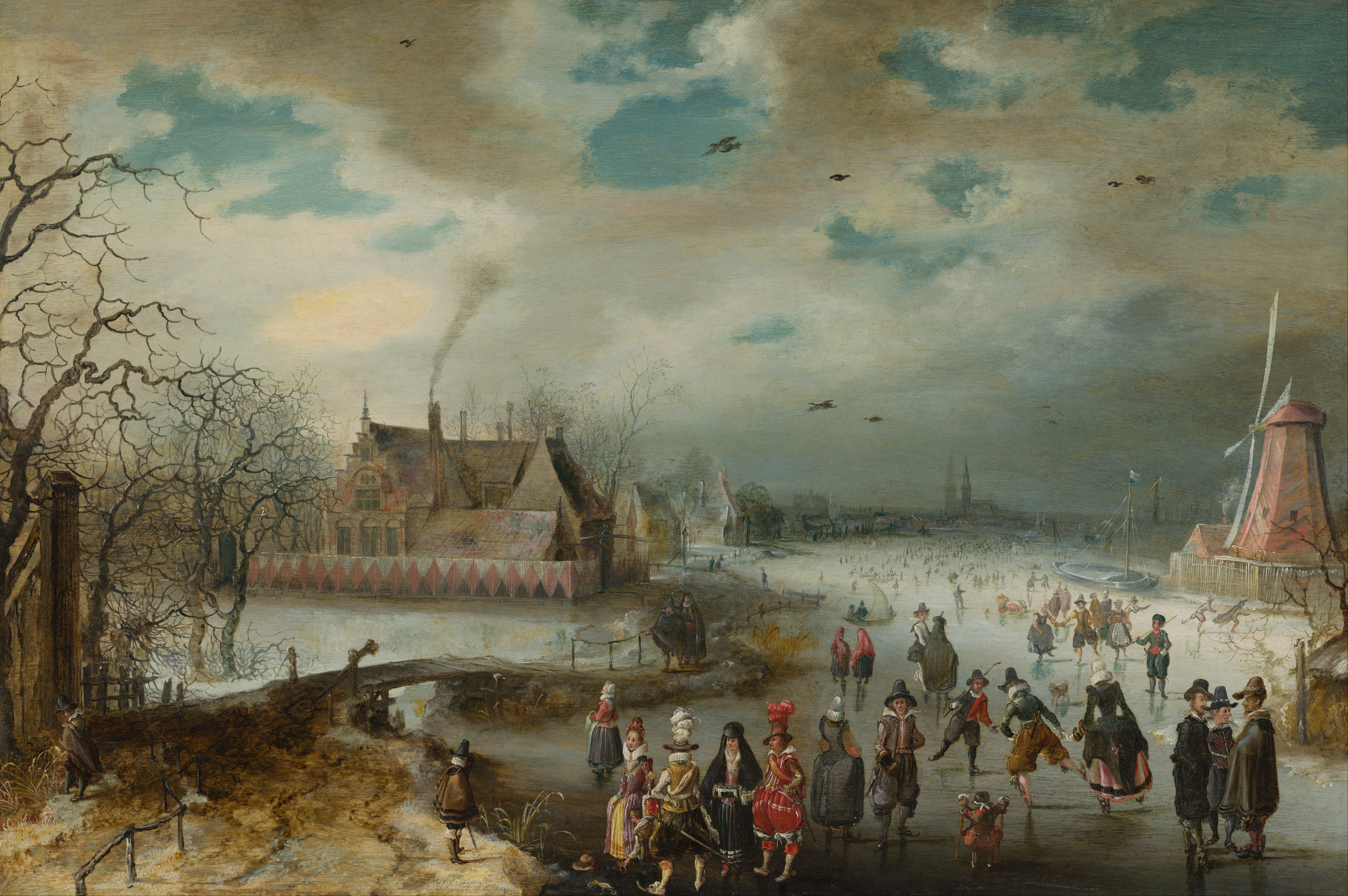
Schaatsen op de bevroren Amstel (1611) in de National Gallery of Art.
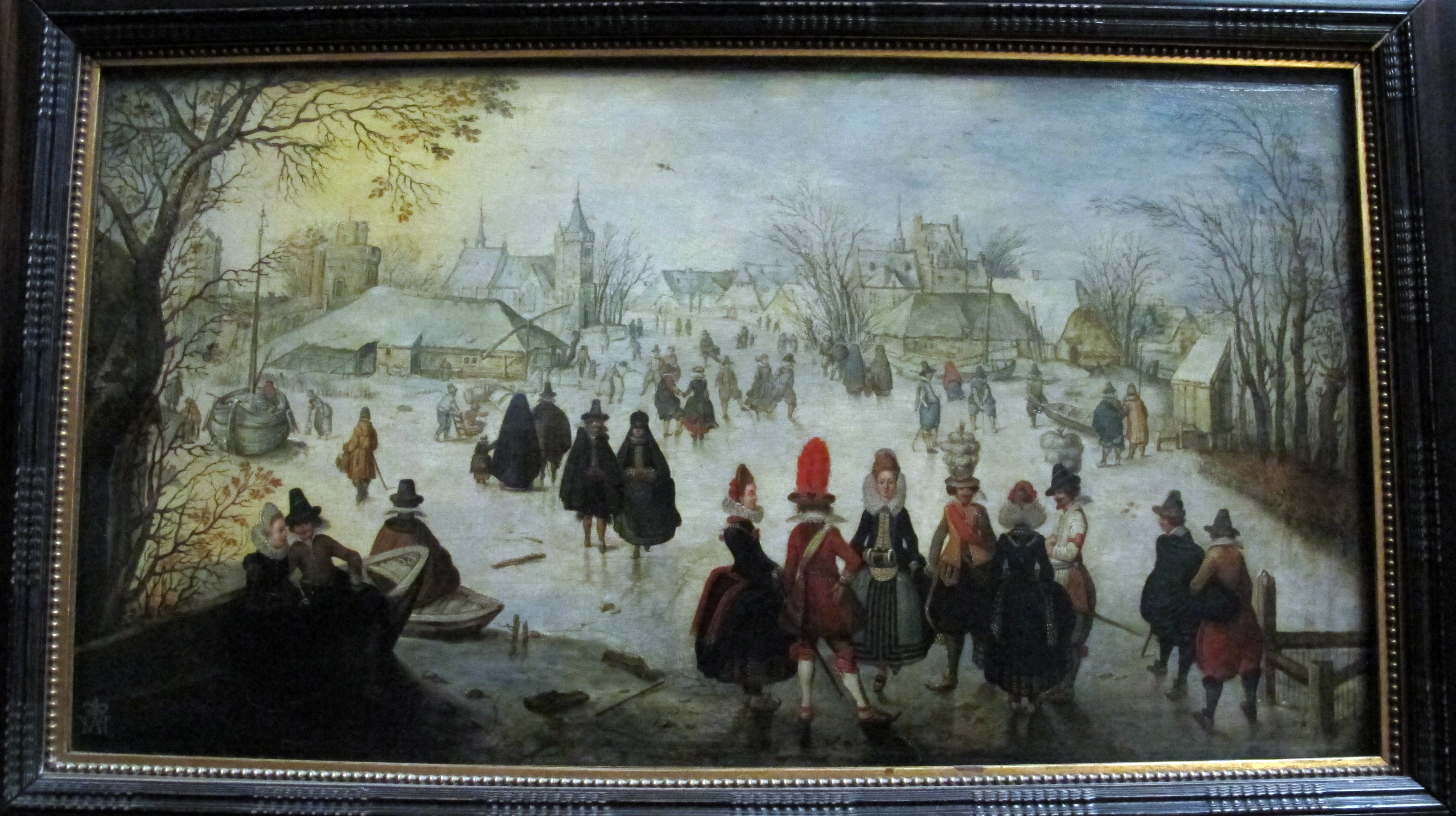
Schaatstafereel in het Louvre.
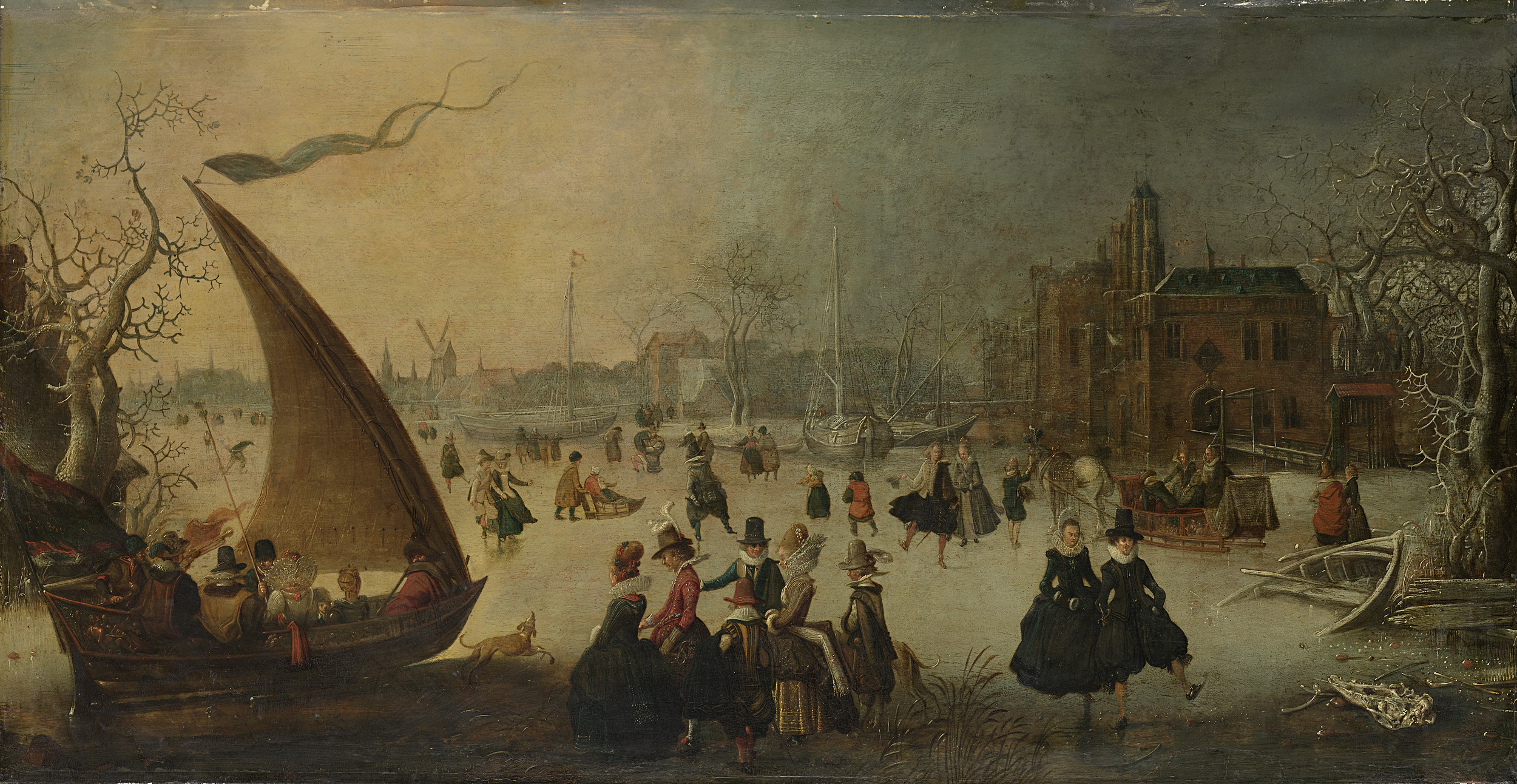
Landschap met een bevroren gracht, schaatsers en een ijsschuit (Rijksmuseum Amsterdam)
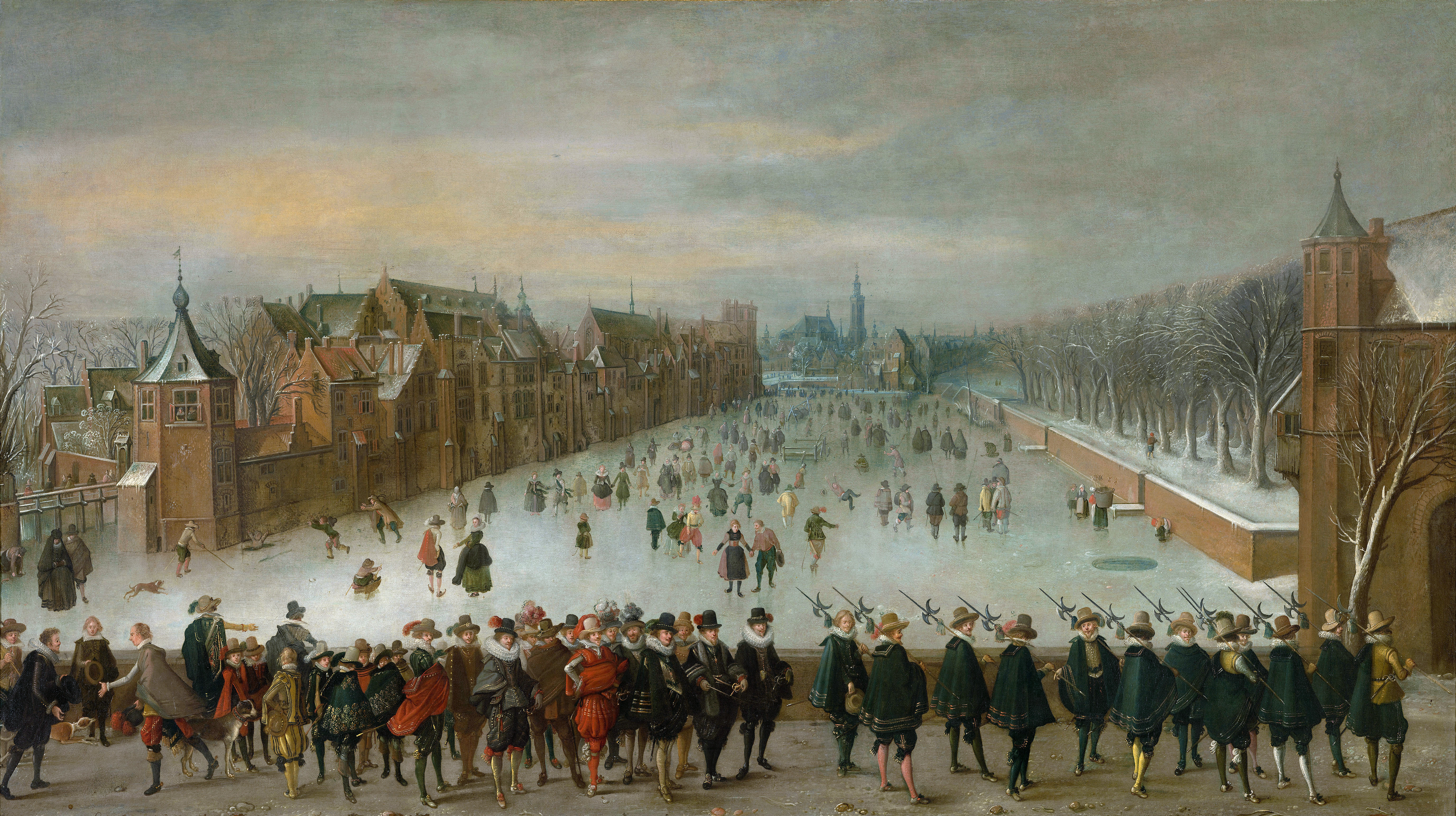
De Hofvijver in de winter, gezien vanaf het Doelenterrein (Haags Historisch Museum)

- Biografisch Portaal: 49400223
- International Standard Name Identifier: 0000 0003 9676 7187
- KulturNav: 55f0513d-fba7-4dec-8adf-987359effdb6
- Library of Congress Control Number: no2013103970
- Nederlandse Thesaurus van Auteursnamen: 277320976
- RKD-Nederlands Instituut voor Kunstgeschiedenis: 12287
- Union List of Artist Names: 500030486
- Virtual International Authority File: 291751649
- WorldCat: E39PCjr7FjFjFKwwfrdhBjFgw3